# 多丽丝·罗伯茨
多丽丝·罗伯茨（英語：Doris Roberts，1925年11月4日—2016年4月17日），女，美国演员。曾获得黄金时段艾美奖戏剧类电视系列剧和喜剧类电视系列剧最佳女配角。